# Nu dat jij er bent
Nu dat jij er bent is een single van Trijntje Oosterhuis, Carel Kraayenhof en Janine Jansen. Het was een gelegenheidsplaatje ter ere van de geboorte van prinses Amalia. Deze wordt echter niet in de tekst genoemd, Oosterhuis gaf later toe, dat het nummer op elk (lang) verwacht kind zou kunnen slaan, zoals op haar eigen kinderen. De schrijver John Ewbank was voornamelijk bekend van zijn liedjes voor Marco Borsato, ook Han Kooreneef had die verbinding.
De B-kant werd gevormd door een Spaanse versie.

## Hitnoteringen
Gezien het onderwerp bleef het een puur Nederlandse gebeurtenis.

### Nederlandse Top 40
| Positie: | 30 | 22 | 14 | 15 | 16 | 19 | 25 | 37 | uit |

### NederlandseSingle Top 100
| Positie: | 40 | 7 | 7 | 4 | 5 | 5 | 11 | 18 | 21 | 26 | 31 | 35 | 63 | 67 | uit |

### NPO Radio 2 Top 2000
| Nummer met noteringen in de NPO Radio 2 Top 2000 | '05  | '06 | '07  | '08  | '09  | '10  | '11  | '12  |
| ------------------------------------------------ | ---- | --- | ---- | ---- | ---- | ---- | ---- | ---- |
| Nu dat jij er bent                               | 1389 | 738 | 1236 | 1433 | 1813 | 1699 | 1663 | 1992 |

1. ↑  Een vetgedrukt getal geeft de hoogste notering aan.
2. ↑  2005 was het eerste jaar met een notering voor dit nummer.
3. ↑  Deze tabel is bijgewerkt tot en met de laatste editie (2024).